# ワードバイス
WORDVICE（ワードバイス）は、2013年1月より英語論文の校正と翻訳のオンラインサービスを運営している英文校正・翻訳会社。

## 概要
学術雑誌に投稿する英語論文の校正と、欧米の多くの大学・大学院の入学者選抜に使用される英文志望理由書（エッセ―）や履歴書の校正や翻訳サービスを提供している。本社を置く韓国の他に中国、台湾、日本、トルコ、アメリカの利用者に対応する6か国語によるウェブサイトを運営している。英語での論文やエッセイの書き方に関する解説記事や動画も発信している。韓国では京畿大学との産学連携によるビッグデータ分析プロジェクトを進行している。Korean Council of Science Editors(KCSE)会員、韓国城南市の産業振興院の支援対象スタートアップ企業として選定されている。

## 歴史
2013年1月創立、韓国京畿道城南市分唐区に位置している。創立以来順次多言語ページを設置しており、2018年現在、韓国、中国、台湾、日本、トルコ、アメリカ地域の利用者や海外滞在中の留学生、研究者を対象として、オンラインでの言語サービスを提供している。

## 特徴
- ウェブサイトでの注文時点から校正や翻訳が始まる
- 英米圏の現地の校正者を雇用することにより、時差を利用して24時間営業している

(公式ホームページ参照)